# Ontinyent 1931 Club de Futbol
L'Ontinyent 1931 Club de Futbol és un club de futbol d'Ontinyent (Vall d'Albaida, País Valencià). Considerat el successor de l'històric Ontinyent Club de Futbol, va ser fundat l'any 2019, el mateix any de dissolució de l'equip antecessor. És conegut principalment pel seu primer equip, que competix a Tercera Federació - Grup VI, el cinquè esglaó del futbol estatal. A més, té un equip filial i un equip juvenil. La seu de l'Ontinyent és la mateixa que la del seu antecessor, l'Estadi Municipal El Clariano, que té una capacitat per a 5.000 espectadors.
En les seues primeres quatre temporades, l'Ontinyent ha ascendit en tres ocasions, aconseguint l'ascens a Tercera Federació l'any 2023. Mentrestant, va poder mantenir un alt nombre de socis en comparació amb altres equips de la mateixa categoria, arribant a 2.000 socis a Segona Regional i sense baixar en les temporades després dels 1.000 socis. A més, el club s'ha compromès amb mantenir l'estructura interna democràtica del club, representar la ciutat d'Ontinyent i defensar l'ús de la llengua valenciana.

## Símbols

### Himne
L'himne de l'Ontinyent es diu El Crit del Clariano i també va ser l'himne oficial del desaparegut Ontinyent CF. Després del naixement del club actual, els drets de l'himne li van ser cedits per part dels seus autors perquè es va considerar una peça clau de la identitat del club. L'himne va ser compost l'any 2003 per El Corredor Polonès, un grup de rock alternatiu ontinyentí.

### Escut
Des de la refundació l'any 2019, l'Ontinyent només ha tingut un escut. Per aconseguir un nou escut, el club va iniciar una campanya en què els aficionats del club podien dissenyar un escut, perquè després un jurat tècnic poguera seleccionar-ne un. El disseny guanyador va ser el número 38, dissenyat per part de Gonzalo Vidal Vallés.
L'escut ha mantingut a grans trets la forma de l'antic escut del club antecessor. Per dintre, consisteix d'una adaptació de l'escut d'Ontinyent, el nom del club i els seus colors (blanc i negre). A més, destaca la vora daurada.

### Uniforme
- Uniforme titular: samarreta blanca, pantalons negres i calcetins blancs

- Segon uniforme: samarreta negra, pantalons negres i calcetins negres

- Tercer uniforme: samarreta blava, pantalons blaus i calcetins blaus

L'uniforme de l'Ontinyent és pràcticament el mateix que el del seu antecessor, vist que aquest aspecte es considera una part important de la identitat del club. Entre 2019 i 2021, els reglaments de la Federació Valenciana de Futbol impedien que el club usara el mateix uniforme que el seu antecessor.

## Història

### Evolució de nom
- Ontinyent 1931 Club de Futbol (2019-present)

### Refundació de l'Ontinyent (2019)
Després d'una greu crisi econòmica i institucional en l'Ontinyent CF l'any 2019, el club va desaparèixer. L'entitat va ser el club de futbol representatiu de la ciutat d'Ontinyent entre 1931 i 2019 i va participar en cinc edicions de la Segona divisió espanyola durant els anys seixanta i setanta, sent un dels millors equips valencians que no van arribar a la Primera divisió espanyola.
El projecte de la refundació del club ho portaven exjugadors de l'Ontinyent CF, amb el suport de la majoria social de l'antic club. El 31 de maig de 2019, la Federació Valenciana de Futbol va autoritzar la inscripció del club en el Registre d'Entitats Esportives i es va presentar en societat el 13 de juliol.

### Primers anys. Des de Segona Regional a Tercera
L'Ontinyent havia d'ingressar en la categoria més baixa del País Valencià, la Segona Regional. Va guanyar la lliga en una temporada marcada per la pandèmia de COVID-19, ascendint a Primera Regional. La temporada després, va repetir el primer lloc i l'ascens, aquest cop a Regional Preferent.
La temporada 2021-22 va ser la primera sense aconseguir un ascens. No obstant això, l'Ontinyent guanyava molts partits a Regional Preferent, però finalment va acabar al quart lloc. La temporada 2022-23, el club va assegurar el primer lloc amb moltes jornades d'antelació i va ser l'equip amb més punts de tots els grups del Regional Preferent. En la promoció d'ascens a Tercera Federació, l'Ontinyent va perdre contra el CF Recambios Colón (3-0 a Catarroja i 2-1 a Ontinyent). Al final, va acabar ascendint a Tercera Federació per una reestructuració del futbol valencià.
La temporada 2023-24, el debut a una categoria estatal, l'Ontinyent va finalitzar al tercer lloc, classificant-se per la promoció d'ascens a Segona Federació. En la semifinal, el club va caure contra l'Atzeneta UE en un partit entre els dos equips més potents de la Vall d'Albaida (1-1 a Atzeneta d'Albaida i 0-1 a Ontinyent).

## Classificacions

### Classificacions a la lliga espanyola
- Campionat de lliga 
 - Ascens 
 - Descens
| - 2019-20: 2a Regional (1r) - 2020-21: 1a Regional (1r) - 2021-22: Reg. Preferent (4t) - 2022-23: Reg. Preferent (1r) | - 2023-24: 3a Federació (3r) - 2024-25: 3a Federació |  |  |

## Palmarès

### Competicions regionals
- Regional Preferent (1): 2022-23
- Primera Regional (1): 2020-21
- Segona Regional (1): 2019-20

## Presidents
Des de la seua refundació, l'Ontinyent ha tingut dos presidents.
- Miguel Ángel Mullor Domènech (2019-2023)
- Juanma Bas Tortosa (2023-present)

## Entrenadors
Des de la seua fundació, l'Ontinyent ha tingut un entrenador.
- Roberto Bas Belda (2019-present)

## Categories inferiors
La temporada 2023-24, l'Ontinyent tenia un segon equip i un equip juvenil. A més, té una col·laboració amb el Clariano CF i el CD Esport Base Ontinyent. El 2024, s'ha expressat la intenció d'unir les tres entitats en un sol club de cara a la temporada 2024-25.

## Estadi
L'Ontinyent juga els seus partits a l'Estadi Municipal El Clariano, el camp de futbol principal d'Ontinyent. Va ser inaugurat el 10 de gener de 1951 en un partit contra el València CF (2-9 pels visitants). Té una capacitat per 5.000 espectadors, unes dimensions de 103x68 m i és de gespa artificial.

## Penyes i massa social
L'any 2024, l'Ontinyent compta amb tres penyes: els Incondicionals 1931, la Peña la Torreta i el Frente Botifarra. A més, el club té més de 1.000 socis i sòcies.